# Tief (Aisch)
Die Tief ist mitsamt ihrem längeren Oberlauf Lochbach ein über 10 km langer Bach des südlichen Steigerwalds im mittelfränkischen Landkreis Neustadt an der Aisch-Bad Windsheim, der nach einem insgesamt etwa östlichen und etwas nach links ausholenden Lauf südlich von Kaubenheim in die Aisch mündet.

## Geographie

### Verlauf
Die Tief entsteht östlich des Windsheimer Kirchdorfs Oberntief an der Kläranlage des Ortes aus dem Zusammenfluss des von Westen kommenden Lochbachs und des von Nordwesten nahenden Schmalenbachs auf einer Höhe von 323 m ü. NHN.
Die so entstandene Tief fließt in östlicher Richtung auf das Windsheimer Dorf Unterntief zu. Der Bach wird dabei von links von mehreren vor allem im Herbst und Winter wasserführenden Gräben verstärkt, die am Fuße des Rosenbergs  (363 m ü. NHN) und dann des Pfifferbergs (363 m ü. NHN) entstehen. Sodann durchquert der Bach in gleichbleibender Richtung den Ort Untertief, über dem sich rechts näher und steiler der Schloßbuck (358 m ü. NHN) erhebt.
Anschließend fließt die Tief in mehr nordöstlicher Richtung, unterquert die Staatsstraße 2253 und passiert danach das am linken Ufer liegende Kirchdorf Berolzheim von Windsheim, gegenüber dem sich der Kollerberg bis auf 365 m ü. NHN erhebt. Sie nimmt gleich nach dem Ort von links den Krüglgraben auf, der weit im Westen entsteht, läuft nun wieder ungefähr ostwärts und erfährt westlich des Ipsheimer Pfarrdorfes Kaubenheim Zufluss vom Riedgraben, der von Nordwesten her zuläuft und im Kaibach einen lange ostwärts laufenden Hauptoberlauf hat. Am Zufluss schwenkt die Tief auf Südostlauf, passiert das fast nur links liegende Kaubenheim und wird vom unteren Ortsende her von der nach Ipsheim führenden Kreisstraße NEA 35 gekreuzt.
Zuletzt quert sie selbst, anscheinend in einem Düker, den linksseits dieser parallel laufenden Aisch-Flutkanal und mündet gut hundert Meter weiter auf einer Höhe von 299 m ü. NHN zwischen Ipsheim selbst flussauf- und dessen Nundorfermühle flussabwärts von links in die obere Aisch.
Ihr mit dem Lochbach zusammen etwa 10,4 km langer Lauf endet etwa 46 Höhenmeter unterhalb der Lochbachquelle, er hat somit ein mittleres Sohlgefälle von ungefähr 6 ‰.

### Einzugsgebiet
Das 33,6 km² große Einzugsgebiet der Tief liegt im Vorderen Steigerwald und in der Windsheimer Bucht. Es wird über die Aisch, die Regnitz, den Main und den Rhein zur Nordsee entwässert.
Es grenzt
- im Nordosten an das des Nesselbachs, der in die Aisch mündet,
- im Südosten an das des Kühwasengrabens, der dem Aisch-Flutkanal zufließt,
- im Südwesten an das des Seenheimer Mühlbachs, der über die Rannach in die Aisch entwässert,
- und im Nordwesten an das des Aischzuflusses Ehebach.

Die höchste Erhebung liegt im Güterwald und ist 441 m ü. NHN hoch.
Das Einzugsgebiet ist landwirtschaftlich geprägt, nur der westliche Randbereich ist überwiegend bewaldet.

### Zuflüsse und Abzweigungen
| Name               | Lage             | Länge in km | EZG       | Mündungs-/ Teilungs- ort       | Mündungs-/ Teilungs- höhe m. ü. ŇHN | Bemerkungen                  |
| ------------------ | ---------------- | ----------- | --------- | ------------------------------ | ----------------------------------- | ---------------------------- |
| Lochbach           | rechter Oberlauf | ca. 2,75    | ca. 03,35 | nach Oberntief                 | 323                                 |                              |
| Schmalenbach       | linker Oberlauf  | ca. 1,41    | ca. 02,42 | nach Oberntief                 | 323                                 |                              |
| Rosenberggraben    | links            | ca. 1,03    | ca. 00,29 | zwischen Obern- und Unterntief | 314                                 |                              |
| Pfifferberggraben  | links            | ca. 0,93    | ca. 00,50 | nach Unterntief                | 312                                 |                              |
| Krüglgraben        | links            | ca. 3,70    | ca. 02,37 | nach Berolzheim                | 304                                 |                              |
| Riedgraben         | links            | ca. 6,99    | ca. 13,64 | vor Kaubenheim                 | 301                                 | Länge mit OL Kaibach         |
| → Grauwinkelgraben | nach links       | ca. 2,23    | ca. 03,46 | in Kaubenheim                  | 300                                 | Abzweig, zum Aisch-Flutkanal |

### Ortschaften
Ortschaften am Lauf mit ihren Zugehörigkeiten. Nur die Namen tiefster Schachtelungsstufe bezeichnen Siedlungsanrainer.
- Stadt  Bad Windsheim
  - Oberntief (Kirchdorf, nahe dem Zusammenfluss am Oberlauf Lochbach)
  - Unterntief (Dorf)
  - Berolzheim (Kirchdorf, links)
- Markt Ipsheim
  - Kaubenheim (Pfarrdorf, überwiegend links)

### BayernAtlas („BA“)
Amtliche Online-Gewässerkarte mit passendem Ausschnitt und den hier benutzten Layern: Lauf und Einzugsgebiet der Tief

Allgemeiner Einstieg ohne Voreinstellungen und Layer: BayernAtlas der Bayerischen Staatsregierung (Hinweise)
1. 1 2  Höhe abgefragt auf dem Hintergrundlayer Amtliche Karte (Rechtsklick).
2. ↑  Höhe abgefragt auf dem Hintergrundlayer Amtliche Karte (Rechtsklick).
3. ↑  Länge abgemessen auf dem Hintergrundlayer Amtliche Karte.
4. ↑  Länge abgemessen auf dem Hintergrundlayer Amtliche Karte.

### Andere Belege
1. ↑  BayernAtlas. Abgerufen am 25. Dezember 2019.